# Centro del fondo di Alochet
Il centro del fondo di Alochet è un impianto sportivo situato in località Alochet, nelle vicinanze del passo San Pellegrino nel comune di Moena, nella provincia autonoma di Trento.

## Descrizione

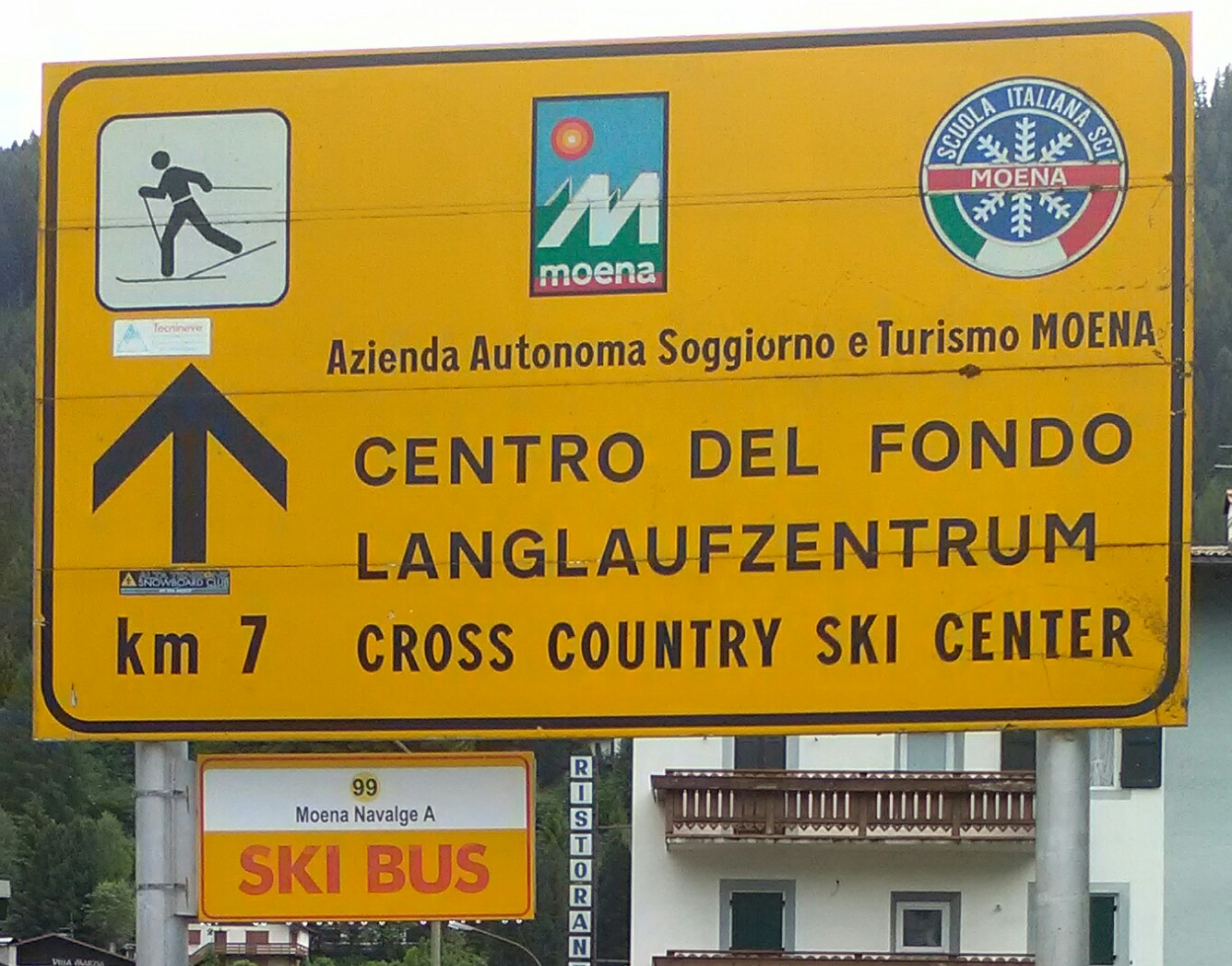
Indicazione stradale a Moena

La struttura si trova situata a quota 1.770 metri s.l.m., nell'alta valle del Rio San Pellegrino, a circa 10 km dal centro di Moena e 5 km dal passo San Pellegrino.
Ristrutturato nel 2012, il centro dispone di quattro piste ad anello di diverse lunghezza e difficoltà in cui si può praticare lo sci da fondo sia a tecnica classica sia a tecnica libera: la pista per il campo scuola (800 metri), la pista Alochet (1.500 metri, facile), la pista Masaré (5.000 metri, media) e la pista Campo d'Orso (10.000 metri, difficile). Quest'ultima pista arriva fino al lago San Pellegrino e alla stazione di partenza della funivia del Col Margherita, grazie ad un percorso che attraversa i boschi e i pascoli della valle, e viene utilizzata anche per gli allenamenti degli atleti della nazionale italiana di sci di fondo.
L'innevamento è garantito con cannoni per la neve artificiale, mentre il centro offre un servizio di noleggio dei materiali, una scuola di sci ed un ristorante. Nella stagione estiva è possibile praticare la camminata nordica.